# Жаклін Шеллін
Жаклін Шеллін (нім. Jaqueline Schellin; нар. 6 березня 1990, Мюлаккер, Баден-Вюртемберг) — німецька борчиня вільного стилю, бронзова призерка чемпіонату світу, дворазова бронзова призерка чемпіонатів Європи, триразова бронзова призерка чемпіонатів світу серед військовослужбовців.

## Біографія
Боротьбою почала займатися з 2001 року. Бронзова призерка чемпіонату Європи 2007 року серед кадетів. У 2009 році повторила цей результат на юніорській континентальній першості. Наступного року стала чемпіонкою Європи серед юніорів і бронзовою призеркою чемпіонату світу в цій же віковій групі.
Виступала за борцівський клуб TV з Мюлаккера. Чемпіонка Німеччини 2008, 2010, 2013 та 2015 років, срібна призерка 2012 та 2014 років, бронзова — 2009 та 2017 років.
По завершенні спортивної кар'єри розпочала тренерську діяльність. Працює тренером у Збройних силах Німеччини та відповідає за фізичну підготовку солдатів. З 2021 року також працює спортивним тренером з усіх видів спорту в STAR-4-YOU SPORTMANAGEMENT.

## Виступи на Чемпіонатах світу
| Змагання                        | Збірна    | Вагова категорія          | Місце  |
| ------------------------------- | --------- | ------------------------- | ------ |
| Чемпіонат світу з боротьби 2009 | Німеччина | жіноча боротьба, до 48 кг | 12     |
| Чемпіонат світу з боротьби 2010 | Німеччина | жіноча боротьба, до 48 кг | 25     |
| Чемпіонат світу з боротьби 2011 | Німеччина | жіноча боротьба, до 48 кг | 15     |
| Чемпіонат світу з боротьби 2012 | Німеччина | жіноча боротьба, до 48 кг | Бронза |
| Чемпіонат світу з боротьби 2013 | Німеччина | жіноча боротьба, до 48 кг | 15     |
| Чемпіонат світу з боротьби 2014 | Німеччина | жіноча боротьба, до 48 кг | 21     |
| Чемпіонат світу з боротьби 2015 | Німеччина | жіноча боротьба, до 48 кг | 18     |
| Чемпіонат світу з боротьби 2016 | Німеччина | жіноча боротьба, до 55 кг | 8      |

## Виступи на Чемпіонатах Європи
| Змагання                         | Збірна    | Вагова категорія          | Місце  |
| -------------------------------- | --------- | ------------------------- | ------ |
| Чемпіонат Європи з боротьби 2012 | Німеччина | жіноча боротьба, до 48 кг | Бронза |
| Чемпіонат Європи з боротьби 2013 | Німеччина | жіноча боротьба, до 48 кг | Бронза |
| Чемпіонат Європи з боротьби 2014 | Німеччина | жіноча боротьба, до 48 кг | 12     |
| Чемпіонат Європи з боротьби 2018 | Німеччина | жіноча боротьба, до 50 кг | 11     |

### Виступи на Європейських іграх
| Змагання              | Збірна    | Вагова категорія          | Місце |
| --------------------- | --------- | ------------------------- | ----- |
| Європейські ігри 2015 | Німеччина | жіноча боротьба, до 48 кг | 5     |

## Виступи на Чемпіонатах світу серед військовослужбовців
| Змагання                                                  | Збірна    | Вагова категорія          | Місце  |
| --------------------------------------------------------- | --------- | ------------------------- | ------ |
| Чемпіонат світу з боротьби серед військовослужбовців 2010 | Німеччина | жіноча боротьба, до 48 кг | Бронза |
| Чемпіонат світу з боротьби серед військовослужбовців 2014 | Німеччина | жіноча боротьба, до 53 кг | Бронза |
| Чемпіонат світу з боротьби серед військовослужбовців 2016 | Німеччина | жіноча боротьба, до 53 кг | Бронза |
| Чемпіонат світу з боротьби серед військовослужбовців 2018 | Німеччина | жіноча боротьба, до 50 кг | 5      |

## Виступи на інших змаганнях
| Змагання                                                         | Збірна    | Вагова категорія          | Місце  |
| ---------------------------------------------------------------- | --------- | ------------------------- | ------ |
| Austrian Ladies Open 2008                                        | Німеччина | жіноча боротьба, до 48 кг | 7      |
| Гран-прі Німеччини з боротьби 2008                               | Німеччина | жіноча боротьба, до 48 кг | 7      |
| Гран-прі Німеччини з боротьби 2009                               | Німеччина | жіноча боротьба, до 48 кг | Бронза |
| Austrian Ladies Open 2009                                        | Німеччина | жіноча боротьба, до 48 кг | 11     |
| Austrian Ladies Open 2010                                        | Німеччина | жіноча боротьба, до 48 кг | 8      |
| Гран-прі Німеччини з боротьби 2011                               | Німеччина | жіноча боротьба, до 48 кг | 11     |
| Гран-прі Іспанії з боротьби 2011                                 | Німеччина | жіноча боротьба, до 48 кг | Срібло |
| Відкритий чемпіонат Польщі з боротьби 2011                       | Німеччина | жіноча боротьба, до 48 кг | Срібло |
| Турнір Дана Колова — Николи Петрова 2012                         | Німеччина | жіноча боротьба, до 48 кг | 7      |
| Київський Міжнародний турнір з боротьби 2012                     | Німеччина | жіноча боротьба, до 48 кг | 9      |
| Klippan Lady Open 2013                                           | Німеччина | жіноча боротьба, до 48 кг | 7      |
| Гран-прі Німеччини з боротьби 2013                               | Німеччина | жіноча боротьба, до 48 кг | Срібло |
| Меморіал Вацлава Циолковського 2013                              | Німеччина | жіноча боротьба, до 48 кг | 7      |
| Вогні Москви 2013                                                | Німеччина | жіноча боротьба, до 48 кг | 4      |
| Турнір Дана Колова — Николи Петрова 2014                         | Німеччина | жіноча боротьба, до 48 кг | 12     |
| Гран-прі Німеччини з боротьби 2014                               | Німеччина | жіноча боротьба, до 48 кг | 15     |
| Відкритий чемпіонат Польщі з боротьби 2014                       | Німеччина | жіноча боротьба, до 48 кг | 5      |
| Турнір Дана Колова — Николи Петрова 2015                         | Німеччина | жіноча боротьба, до 48 кг | 8      |
| Гран-прі Німеччини з боротьби 2015                               | Німеччина | жіноча боротьба, до 48 кг | 13     |
| Відкритий чемпіонат Польщі з боротьби 2015                       | Німеччина | жіноча боротьба, до 48 кг | 17     |
| Гран-прі Парижа з боротьби 2016                                  | Німеччина | жіноча боротьба, до 48 кг | 5      |
| Klippan Lady Open 2016                                           | Німеччина | жіноча боротьба, до 48 кг | 13     |
| Олімпійський кваліфікаційний турнір з боротьби 2016 (Зренянин)   | Німеччина | жіноча боротьба, до 48 кг | 5      |
| Олімпійський кваліфікаційний турнір з боротьби 2016 (Улан-Батор) | Німеччина | жіноча боротьба, до 48 кг | 5      |
| Олімпійський кваліфікаційний турнір з боротьби 2016 (Стамбул)    | Німеччина | жіноча боротьба, до 48 кг | 9      |
| Flatz Open 2017                                                  | Німеччина | жіноча боротьба, до 53 кг | Срібло |
| Турнір Дана Колова — Николи Петрова 2017                         | Німеччина | жіноча боротьба, до 53 кг | 13     |
| Гран-прі Німеччини з боротьби 2017                               | Німеччина | жіноча боротьба, до 53 кг | 10     |
| Відкритий чемпіонат Польщі з боротьби 2017                       | Німеччина | жіноча боротьба, до 53 кг | 16     |
| Klippan Lady Open 2018                                           | Німеччина | жіноча боротьба, до 50 кг | 12     |
| Турнір Дана Колова — Николи Петрова 2018                         | Німеччина | жіноча боротьба, до 50 кг | 9      |

### Виступи на змаганнях молодших вікових груп
| Змагання                                       | Збірна    | Вагова категорія          | Місце  |
| ---------------------------------------------- | --------- | ------------------------- | ------ |
| Чемпіонат Європи з боротьби серед кадетів 2006 | Німеччина | жіноча боротьба, до 46 кг | 5      |
| Чемпіонат Європи з боротьби серед кадетів 2007 | Німеччина | жіноча боротьба, до 46 кг | Бронза |
| Чемпіонат Європи з боротьби серед юніорів 2008 | Німеччина | жіноча боротьба, до 48 кг | 9      |
| Чемпіонат світу з боротьби серед юніорів 2008  | Німеччина | жіноча боротьба, до 48 кг | 9      |
| Чемпіонат Європи з боротьби серед юніорів 2009 | Німеччина | жіноча боротьба, до 48 кг | Бронза |
| Чемпіонат світу з боротьби серед юніорів 2009  | Німеччина | жіноча боротьба, до 48 кг | 5      |
| Чемпіонат Європи з боротьби серед юніорів 2010 | Німеччина | жіноча боротьба, до 48 кг | Золото |
| Чемпіонат світу з боротьби серед юніорів 2010  | Німеччина | жіноча боротьба, до 48 кг | Бронза |